# Katholische Stadtkirche
Stadtkirche ist eine jüngere Organisationsform katholischer Pfarren. Es handelt sich um eine Interessensgemeinschaft verschiedener Pfarren in einer Stadt (Stadtpfarren). Manche der Stadtkirchen sind auch eigenständige Dekanate.

## Deutschland
- Katholische Stadtkirche Dortmund (63 Kirchengemeinden u. a., Dekanat Dortmund des Erzbistums Paderborn; Strukturreform der mittleren Ebene 2006)
- Stadtkirche Landshut mit vier Pfarreien des Erzbistums München und Freising – umfasst aber weder die bischöflich-regensburgischen Pfarreien noch die Pfarrei St. Margaret in Landshut-Achdorf
- Katholische Stadtkirche Nürnberg[1] (46 Pfarrgemeinden und Kuratien, Erzbistum Bamberg–Dekanat Nürnberg/Bistum Eichstätt–Dekanat Nürnberg-Süd, die Grenze verläuft durch die Stadt)

## Österreich
- Kärnten: Stadtkirchen gibt es seit der Diözesansynode 1971/72 der Diözese Gurk für die beiden Städte Villach und Klagenfurt:[2]
  - das Dekanat Villach-Stadt[3] umfasst die acht Stadtpfarren St. Jakob, St. Nikolai, St. Martin, Hl. Kreuz, Maria Landskron, St. Leonhard, St. Josef und Hlst. Dreifaltigkeit (keine Hauptkirche)
  - das Dekanat Klagenfurt-Stadt[4] umfasst Ebenthal „Mariahilf“, Klagenfurt-Annabichl, Klagenfurt-Dom, Klagenfurt-Don Bosco, Klagenfurt-St. Egid, Klagenfurt-St. Hemma, Klagenfurt-St. Jakob a.d.Straße (Hörtendorf), Klagenfurt-St. Josef-Siebenhügel, Klagenfurt-St. Lorenzen, Klagenfurt-St. Martin, Klagenfurt-St. Modestus, Klagenfurt-St. Peter, Klagenfurt-St. Ruprecht, Klagenfurt-St. Theresia, Klagenfurt-Welzenegg, St. Georgen am Sandhof (Annabichl), Viktring-Stein, Wölfnitz; Hauptkirche: Klagenfurter Dom
- Steiermark: Die Stadtkirche Graz[5] umfasst insgesamt 49 Pfarren und Seelsorgestellen,[6] Hauptkirche: Grazer Stadtpfarrkirche